# National Humanities Medal
La National Humanities Medal (en français, Médaille nationale des sciences humaines) est un prix américain qui récompense chaque année plusieurs personnes, groupes ou institutions pour des activités qui ont contribué à la compréhension, au développement de la recherche ou à la préservation des ressources dans le champ des sciences humaines.
Ce prix remplace en 1997 le prix Charles Frankel en sciences humaines qui était décerné depuis 1988. La conception de la première médaille est l’œuvre en 1995 de l'illustrateur David Macaulay. Elle est remplacée à partir de 2014  par une nouvelle médaille créée par Paul C. Balan.
Les médailles sont remises chaque année par le président des États-Unis qui désigne les récipiendaires, après avoir consulté la Fondation nationale pour les sciences humaines

## Lauréats de la National Humanities Medal (depuis 1997)

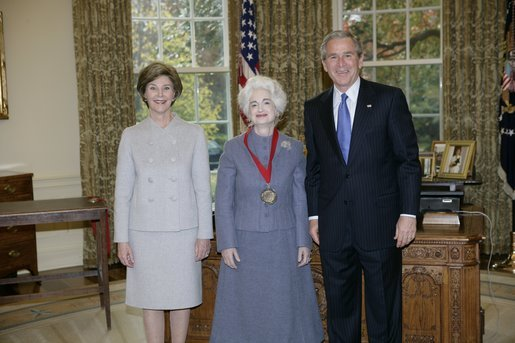
Judith Martin en 2005 avec le président Bush

### Années 2020
2022
- Elton John[4],[5].

2021pas de médaille

### Années 2010
2019
- The Claremont Institute[6]
- Patrick O'Connell[7]
- Teresa Lozano Long[8]
- James Patterson[9]

Pas de médaille de 2016 à 2019.
2015 (décernée le 22 septembre 2016)
- Rudolfo Anaya, auteur
- José Andrés, chef cuisinier
- Ron Chernow, auteur
- Louise Glück, poète
- Terry Gross, producteur
- Wynton Marsalis, compositeur & musicien
- James McBride, écrivain et musicien
- Louis Menand, auteur
- Elaine Pagels, historien & auteur
- Prison University Project, programme universitaire
- Abraham Verghese, médecin
- Isabel Wilkerson, journaliste & écrivaine

2014 (décernée le 10 septembre 2015)
- The Clemente Course in the Humanities
- Annie Dillard, écrivaine
- Everett L. Fly, architecte
- Rebecca Goldstein, philosophe et romancier
- Evelyn Brooks Higginbotham, historien
- Jhumpa Lahiri, romancier
- Fedwa Malti-Douglas, universitaire
- Larry McMurtry, romancier
- Vicki Lynn Ruiz, historien[11]
- Alice Waters, auteur et food activist

2013 (décernée le 28 juillet 2014)
- M. H. Abrams, critique littéraire
- American Antiquarian Society, organisation historique
- David Brion Davis, historien
- William Theodore de Bary, universitaire
- Darlene Clark Hine, historien
- Johnpaul Jones, architecte
- Stanley Nelson Jr., producteur et directeur
- Diane Rehm, animateur radio
- Anne Firor Scott, historien
- Krista Tippett, animateur radio et auteur

2012 (décernée le 10 juillet 2013),
- Edward L. Ayers, historien
- William Bowen, économiste et écrivain
- Jill Ker Conway, auteur
- Natalie Zemon Davis, historien
- Frank Deford, écrivain des sports
- Joan Didion, romancier et essayiste
- Robert D. Putnam, expert en politique
- Marilynne Robinson, romancier
- Kay Ryan, poete
- Robert B. Silvers, éditeur
- Anna Deavere Smith, actrice
- Camilo José Vergara, photographe et documentariste

2011 (décernée le 13 février 2012)
- Kwame Anthony Appiah, philosophe
- John Ashbery, poete
- Robert Darnton, historien et libraire
- National History Day, programme
- Andrew Delbanco, universitaire
- Charles Rosen, musicien et universitaire
- Teofilo Ruiz, historien du Moyen Âge
- Ramón Saldívar, universitaire
- Amartya Sen, prix Nobel d'économie

2010 (décernée le 2 mars 2011)
- Daniel Aaron, professeur de littérature
- Bernard Bailyn, historien
- Jacques Barzun, historien
- Wendell Berry, romancier
- Roberto González Echevarría, critique littéraire
- Stanley Nider Katz, historien
- Joyce Carol Oates, romancier
- Arnold Rampersad, critique littéraire et biographe
- Philip Roth, romancier
- Gordon S. Wood, historien

### Années 2000
2009 (décernée le 25 février 2010)
- Robert Caro
- Annette Gordon-Reed
- David Levering Lewis
- William H. McNeill
- Philippe de Montebello
- Albert H. Small
- Ted Sorensen
- Elie Wiesel

2008 (décernée le 17 novembre 2008)
- Gabor Boritt
- Richard Brookhiser
- Harold Holzer
- Myron Magnet
- Albert Marrin
- Milton J. Rosenberg
- Thomas A. Saunders III et Jordan Horner Saunders
- Robert H. Smith
- John Templeton Foundation
- Norman Rockwell Museum

2007 (décerné le 15 novembre 2007),
- Stephen Balch
- Russell Freedman
- Victor Davis Hanson
- Roger Hertog
- Cynthia Ozick
- Richard Pipes
- Pauline Schultz
- Henry Snyder
- Ruth Wisse
- Monuments Men Foundation for the Preservation of Art

2006
- Fouad Ajami
- James M. Buchanan
- Nickolas Davatzes
- Robert Fagles
- Mary Lefkowitz
- Bernard Lewis
- Mark Noll
- Meryle Secrest
- Kevin Starr
- Hoover Institution on War, Revolution and Peace, Stanford University

2005
- Walter Berns
- Matthew Bogdanos
- Eva Brann
- John Lewis Gaddis
- Richard Gilder
- Mary Ann Glendon
- Leigh et Leslie Keno, écrivains
- Alan Charles Kors
- Lewis Lehrman
- Judith Martin
- The Washington Papers, projet

2004
- Marva Collins
- Gertrude Himmelfarb
- Hilton Kramer
- Madeleine L'Engle
- Harvey Mansfield
- John Searle
- Shelby Steele
- United States Capitol Historical Society

2003
- Robert Ballard
- Joan Ganz Cooney
- Midge Decter
- Joseph Epstein, écrivain
- Elizabeth Fox-Genovese
- Jean Fritz
- Hal Holbrook
- Edith Kurzweil
- Frank M. Snowden, professeur de lettres classiques
- John Updike

2002
- Frankie Hewitt
- Iowa Writers' Workshop
- Donald Kagan
- Brian Lamb
- Art Linkletter
- Patricia MacLachlan
- Mount Vernon Ladies' Association
- Thomas Sowell

2001
- José Cisneros, artiste
- Robert Coles, psychiatre
- Sharon Darling
- William Manchester
- Richard Peck, écrivain
- Eileen Southern
- Tom Wolfe
- National Trust for Historic Preservation

2000
- Robert N. Bellah, sociologue
- Will Campbell, pasteur baptiste
- Judy Crichton
- David C. Driskell
- Ernest Gaines
- Herman T. Guerrero
- Quincy Jones
- Barbara Kingsolver
- Edmund S. Morgan
- Toni Morrison
- Earl Shorris
- Virginia Driving Hawk Sneve

### Années 1990
1999
- Patricia Battin
- Taylor Branch
- Jacquelyn Dowd Hall
- Garrison Keillor
- Jim Lehrer
- John Rawls
- Steven Spielberg
- August Wilson

1998
- Stephen E. Ambrose
- E. L. Doctorow, romancier
- Diana L. Eck, professeurs de sciences religieuses
- Nancye Brown Gaj
- Henry Louis Gates, critique littéraire et universitaire
- Vartan Gregorian
- Ramón Eduardo Ruiz
- Arthur Meier Schlesinger Jr.
- Garry Wills

1997
- Nina M. Archabal
- David A. Berry
- Richard Franke
- William C. Friday
- Don Henley
- Maxine Hong Kingston
- Luis Leal
- Martin Marty
- Paul Mellon
- Studs Terkel

## Lauréats du prix Charles Frankel (1988-1997)

### Années 1990
1996
- Rita Dove
- Doris Kearns Goodwin
- Daniel Kemmis
- Arturo Madrid
- Bill Moyers

1995
- William R. Ferris
- Charles Kuralt
- David Macaulay
- David McCullough
- Bernice Johnson Reagon

1994
- Ernest L. Boyer
- William Kittredge
- Peggy Whitman Prenshaw
- Sharon Percy Rockefeller
- Dorothy Porter Wesley

1993
- Ricardo E. Alegría
- John Hope Franklin
- Hanna Gray
- Andrew Heiskell
- Laurel T. Ulrich

1992
- Allan Bloom
- Shelby Foote
- Richard Rodriguez
- Harold K. Skramstad, Jr.
- Eudora Welty

1991
- Winton Blount
- Ken Burns
- Louise Cowan
- Karl Haas
- John Tchen

1990
- Mortimer J. Adler
- Henry Hampton
- Bernard Knox
- David Van Tassel
- Ethyle R. Wolfe

### Années 1980
1989
- Patricia L. Bates
- Daniel Boorstin
- Willard L. Boyd
- Clay Jenkinson
- Américo Paredes